# NGC 543
NGC 543 est une galaxie lenticulaire située dans la constellation de la Baleine. NGC 543 a été découverte par l'astronome prussien Heinrich d'Arrest en 1864.

## Caractéristiques
Sa vitesse par rapport au fond diffus cosmologique est de 5 990 ± 27 km/s, ce qui correspond à une distance de Hubble de 73,6 ± 5,2 Mpc (∼240 millions d'al).
À ce jour, six mesures non basées sur le décalage vers le rouge (redshift) donnent une distance de 73,600 ± 15,185 Mpc (∼240 millions d'al), ce qui est à l'intérieur des valeurs de la distance de Hubble.
En raison d'une brillance de surface égale à 11,24  mag/am2, on peut qualifier NGC 543 de galaxie présentant une brillance de surface élevée.

## Groupe de NGC 585 et Abell 194
NGC 543 fait partie du groupe de NGC 585. Ce groupe comprend au moins 23 galaxies. Les autres galaxies du catalogue NGC de ce groupe sont : NGC 519, NGC 538, NGC 541, NGC 545, NGC 547, NGC 548, NGC 570 et NGC 585.
La désignation DRCG 7-53 est utilisée par Wolfgang Steinicke pour indiquer que cette galaxie figure au catalogue des amas galactiques d'Alan Dressler. Les nombres 7 et 53 indiquent respectivement que c'est le 7e amas (Abell 194) de la liste et la 53e galaxie de cette liste. Cette même galaxie est aussi désignée par ABELL 194:[D80] 53 par la base de données NASA/IPAC, ce qui est équivalent. Dressler indique que NGC 519 est une galaxie lenticulaire de type SB0.